# Marina d'Or

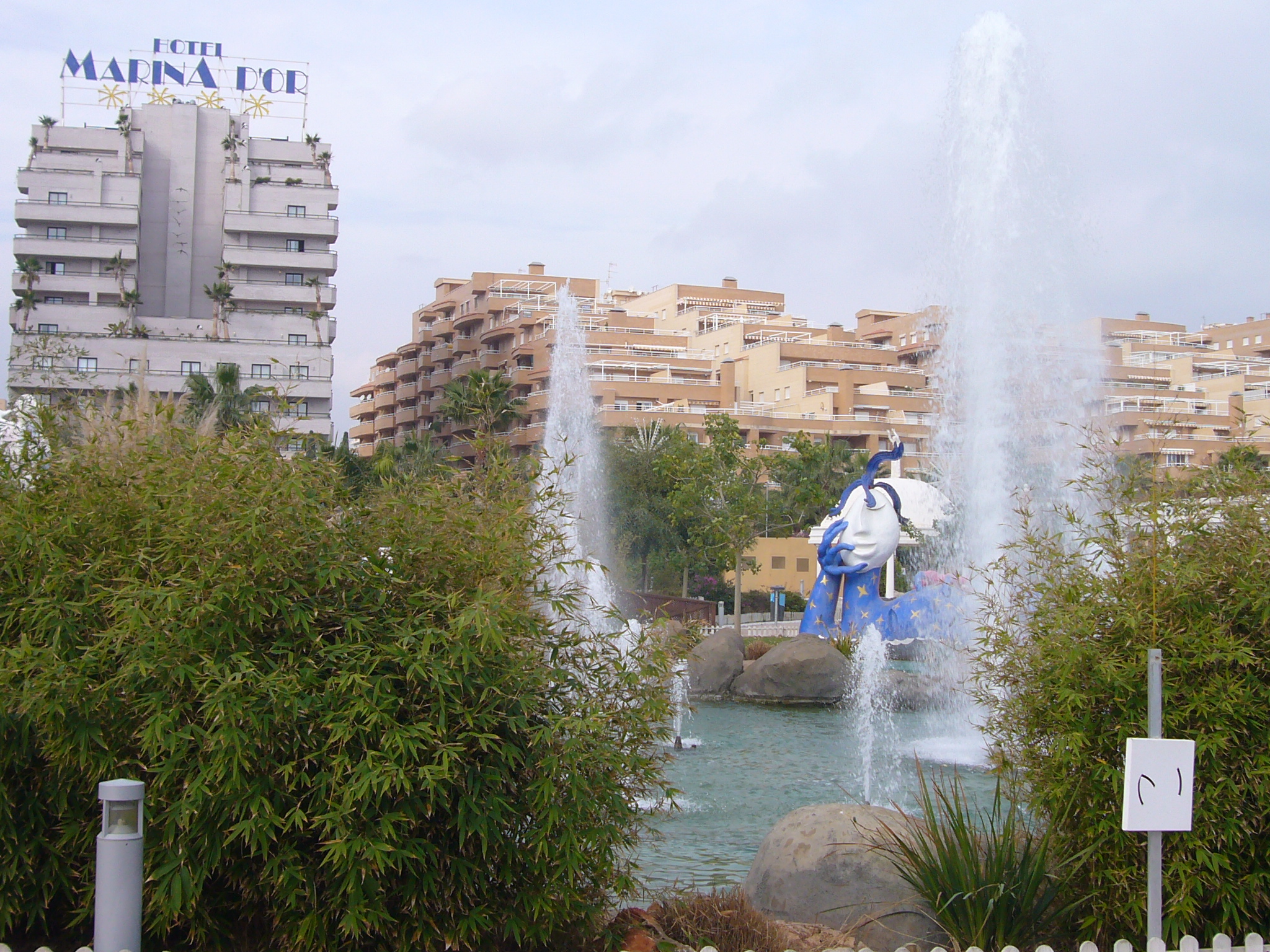
Vista de la Ciutat de Vacances de Marina d'Or a Orpesa

Marina d'Or és un complex turístic situat a la comarca de la Plana Alta entre les localitats d'Orpesa i de Torre la Sal (Cabanes), publicitat com Marina d'Or, Ciudad de Vacaciones.

## Grup Marina d'Or
Marina d'Or va ser construït pel Grupo Marina d'Or un grup empresarial castellonenc creat l'any 1983 i integrat per diverses empreses que operen a Espanya, Equador, Marroc i la Xina, amb diversos punts de venda en diferents països del món.

## Crítiques

### Denúncies de corrupció urbanística
Acusació de corrupció urbanística que finalment va ser desestimada. La justícia va desestimar per 3 vegades la demanda presentada en provar que l'aprovació urbanística no corresponia a interessos econòmics o per enllaços d'amistat. El 2010 va ser arxivada definitivament pel Jutjat número 2 de Castelló la querella presentada per la família Sanchis Vanhaverbeke i la mercantil Orpesa Bella SL per un presumpte delicte de tràfic d'influències i prevaricació urbanística a cinc membres de l'anterior equip de govern del Partit Popular de la Comunitat Valenciana de l'ajuntament d'Orpesa, a un regidor independent, a l'arquitecte, a la secretària municipal i al president de Marina d'Or. La investigació va partir d'una querella d'afectats per un pla aprovat per l'ajuntament en una zona d'expansió del complex residencial ja existent.

### Impacte mediambiental
- Marina d'Or és considerada per l'ONG Ecologistas en Acción com una urbanització costanera molt agressiva amb el paisatge i massificada que s'aixeca sobre el que van ser comunitats litorals de vegetació i platges relativament ben conservades. Sobre això de Marina d'Or-Golf, els ecologistes reflecteixen en el seu informe de 2007 que l'expansió del complex suposaria la construcció d'un vial de quatre carrils des d'Orpesa a Cabanes que travessaria el Parc Natural del Desert de les Palmes.[3]